# Катедраль (станция метро)
«Катедраль» (исп. Catedral) — станция Линии D метрополитена Буэнос-Айреса. В настоящее время станция является конечной остановкой Линии D, с неё можно сделать пересадку на станции Перу (Линия A) и Боливар (Линия E).
Станция находится в районе Сан-Николас в нескольких метрах от Площади Мая. Станция Катедраль была открыта 3 июня 1937 года, название она своё получила по расположенному поблизости Кафедральному собору Буэнос-Айреса. Изначально же она именовалась «Флоридой». В 1997 году станция была включена в число Национальных исторических памятников.
Платформы станции украшают 2 фрески размером 15,5 × 1,8 метров. Фреска, расположенная на южное стороне, выполнена по эскизу 1936 года художника Родольфо Франко, на ней изображён Буэнос-Айрес и его общество 1830-х годов: берег Ла-Платы и прогуливающиеся вечером по набережной Аламеда (ныне Авенида Леандро Н. Алем). На северной фреске отображён космополитический Буэнос-Айрес 1936 года: метро, автомобили, небоскрёб Каванаг, вокзал Ретиро, площадь Сан-Мартина.

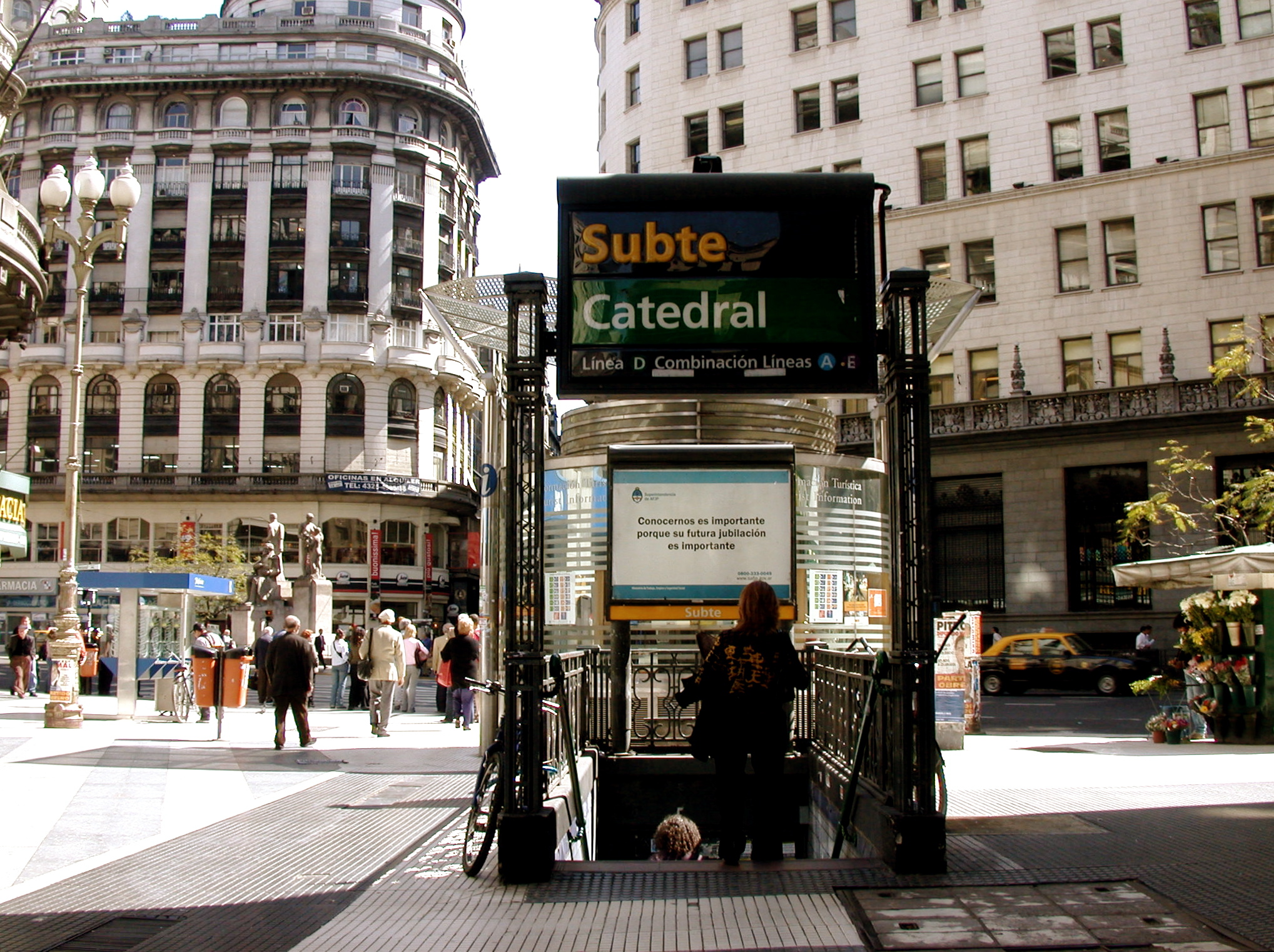
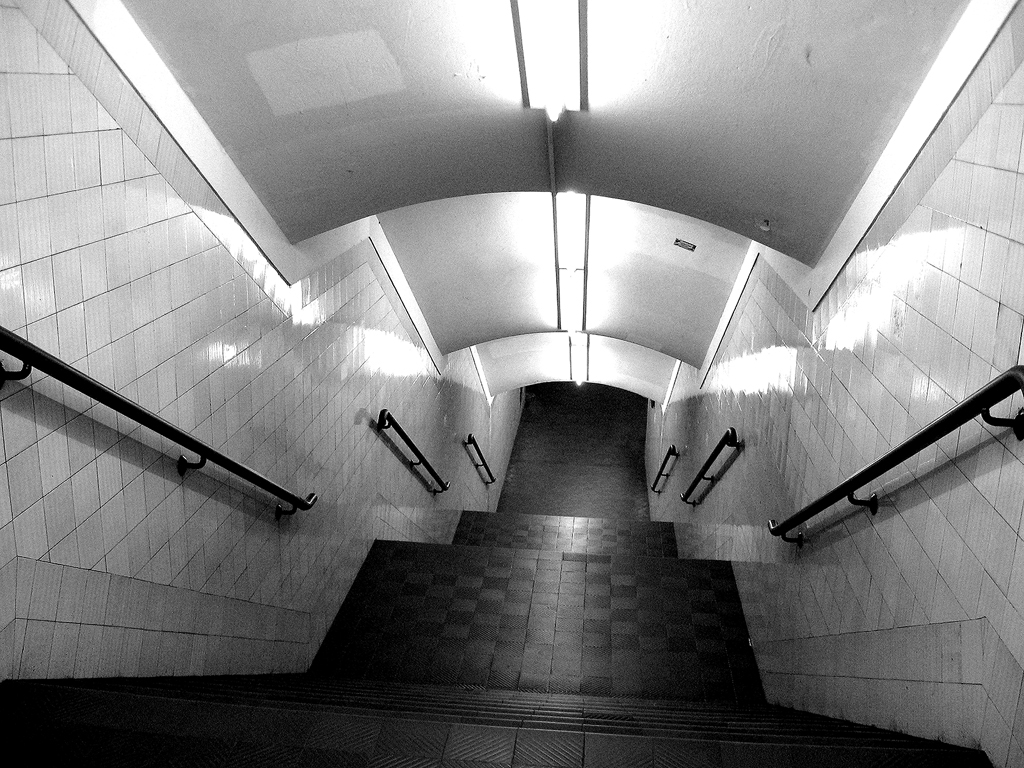
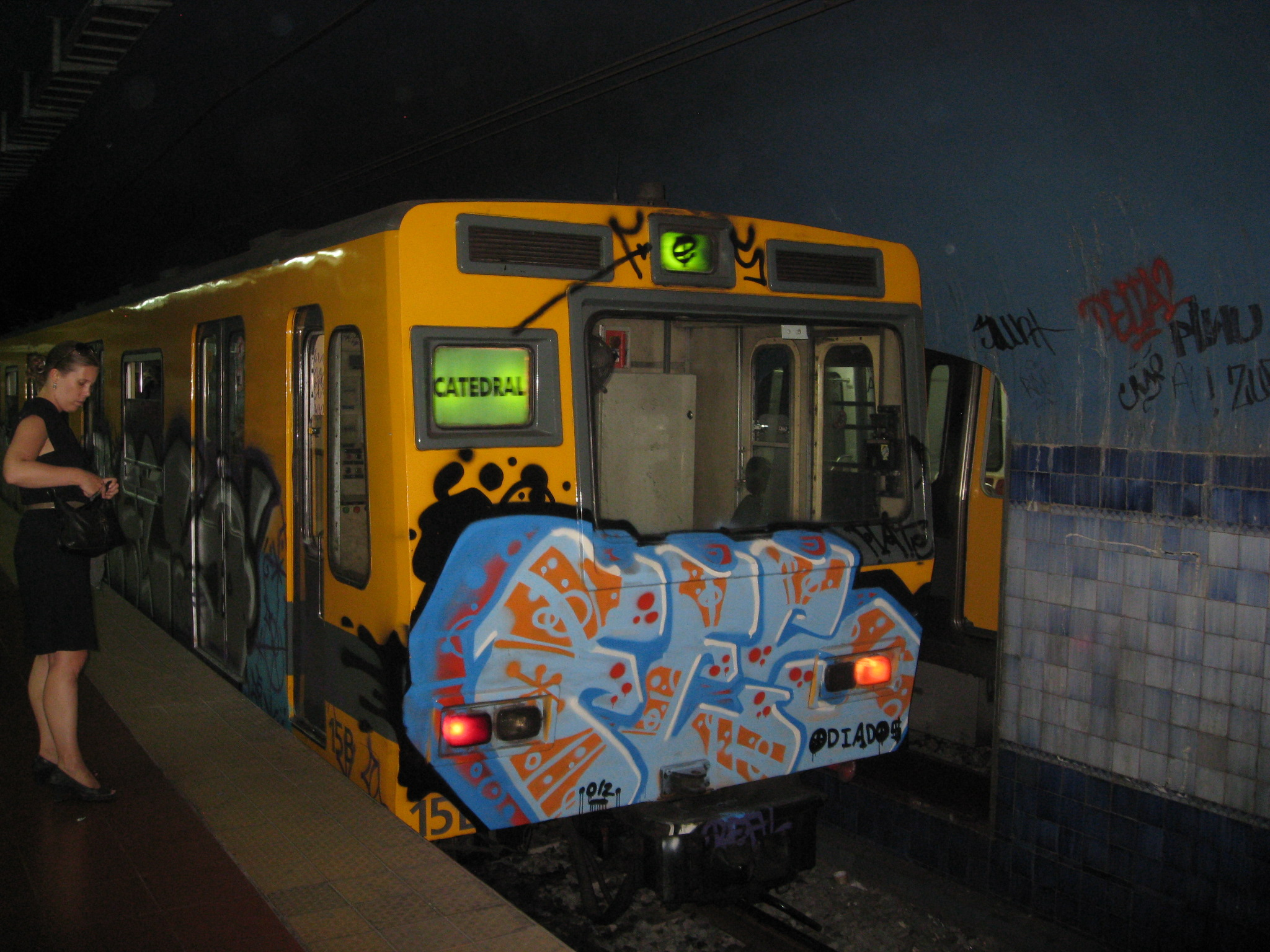
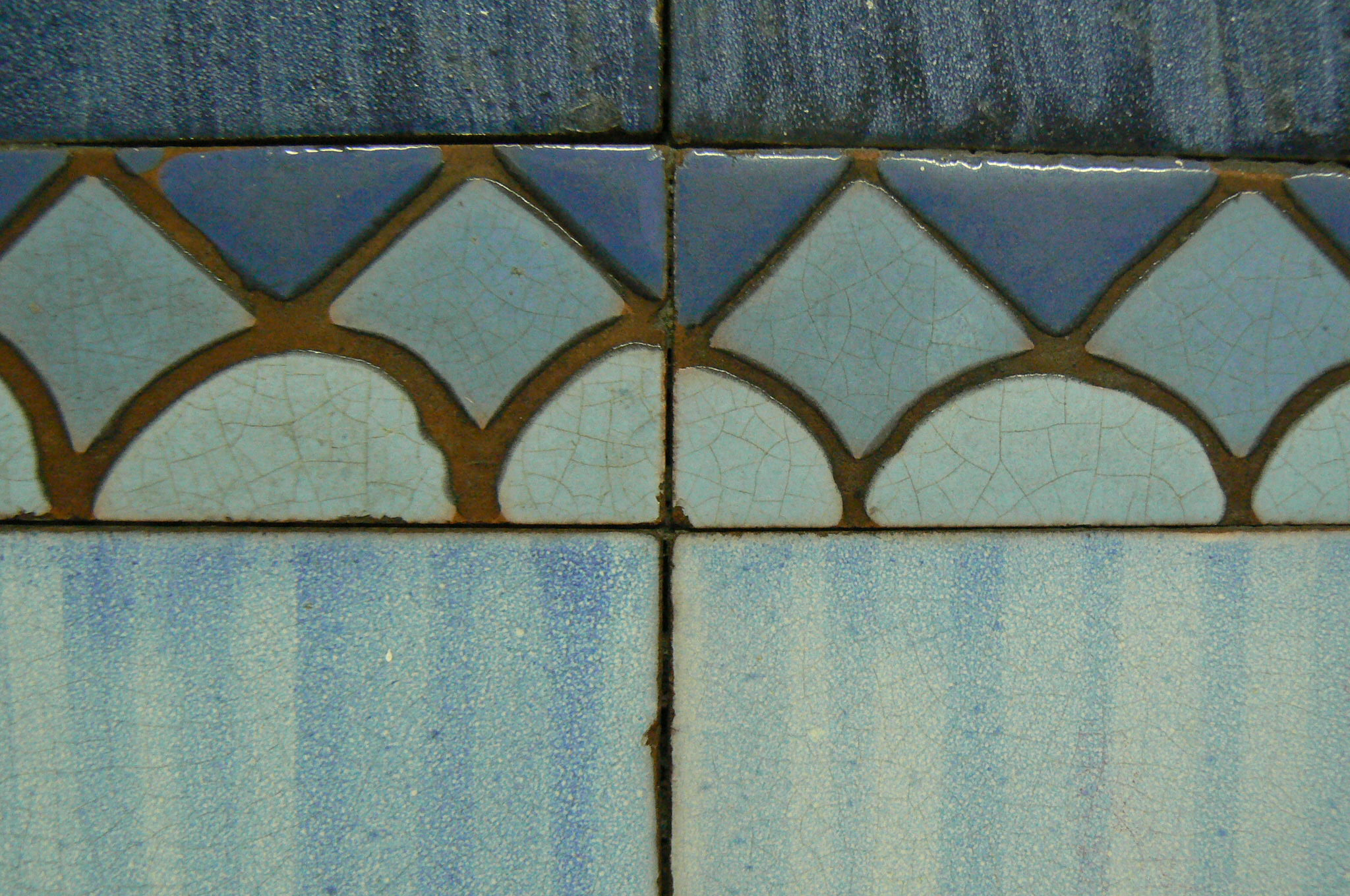